# Docalidia nuda
Docalidia nuda är en insektsart som beskrevs av Nielson 1982. Docalidia nuda ingår i släktet Docalidia och familjen dvärgstritar. Inga underarter finns listade i Catalogue of Life.